# Forécreu
Forécreu est une entreprise métallurgique créée en 1952 par Jacques Ory et implantée à Commentry (Allier) et sur la commune voisine de Malicorne. Elle a des filiales aux États-Unis, en Chine, en Allemagne et en Chine.

## Histoire
L'idée de départ du fondateur était de mettre au point des forets creux à l'intérieur desquels circulerait un liquide de refroidissement destiné à limiter ou empêcher la détérioration du métal et à faciliter l'élimination des copeaux produits par l'opération de perçage.
Elle avait son siège social à Meudon, en région parisienne, et a ouvert son usine de Commentry en 1975, puis une nouvelle usine à Malicorne, dans la ZAC de la Brande, en 2003.
Elle se développe à l'international à partir du milieu des années 1980 et crée successivement plusieurs filiales : Japon en 1997 (Forecreu Japan KK, à Tokyo) ; États-Unis en 1999 (Forecreu America Inc., à Chicago) ; Allemagne en 2000 (Forecreu Deutschland GmbH, à Francfort).

## Description
L'entreprise est aujourd'hui dirigée par François Ory, fils du fondateur. Le siège social est établi à Commentry depuis 2009. Forécreu emploie 90 salariés en France. L'entreprise est certifiée ISO 9001 depuis 1998 et ISO 13485 depuis 2013 pour le secteur médical. 90 % de sa production est destiné à l'exportation.
L'un de ses principaux débouchés est le secteur des implants orthopédiques. À cet effet, avec sa filiale VBM Orthopaedic Polymers, elle travaille aussi maintenant avec de nouveaux matériaux capables de se résorber dans le corps humain. 
Elle s'affirme aujourd'hui comme le leader mondial des barres à trous en acier rapide pour forets et tarauds à circulation d’huile ainsi que pour les barres canulées en inox et titane pour implants et instruments orthopédiques. Le secteur de l'orthopédie représente désormais plus 60 % de l'activité.